# Астайкин, Иван Павлович
Иван Павлович Астайкин (7 февраля 1917, Симкино, Симбирская губерния — 30 января 1986, Саранск) — советский государственный и партийный деятель.

## Биография
Окончил Мичуринский педагогический техникум, с 1939 года — в ВКП(б). В 1934—1978 гг. — учитель в средней школе, директор средней школы в Мордовской АССР, секретарь районного комитета комсомола, заведующий отделом Мордовского областного комитета комсомола, директор и учитель средней школы в Мордовской АССР, секретарь, первый секретарь Мордовского областного комитета комсомола, слушатель Высшей партийной школы при ЦК ВКП(б), секретарь Мордовского областного комитета ВКП(б), 2-й секретарь Мордовского областного комитета КПСС, председатель Совета Министров Мордовской АССР, председатель Президиума Верховного Совета Мордовской АССР.
Избирался депутатом Верховного Совета РСФСР 4-го и 9-го созывов, Верховного Совета СССР 5-8 созывов.